# Улица Мовсеса Хоренаци
Улица Мовсеса Хоренаци (арм. Մովսես Խորենացու փողոց) — улица Еревана, в центральном районе Кентрон и районе Эребуни. Проходит от проспекта Месропа Маштоца и за улицей Сасунци Давид имеет продолжением улицу Азатамартикнери. Часть, вместе с улицами Агатангелоса, Сарьяна, Ханджяна, Московян, охватывающего центр города дорожного кольца. Одна из границ Детского парка и Английского парка.

## История
Современное название в честь крупнейшего армянского средневекового историка Мовсеса Хоренаци (ок. 410—490-е).
В советское время носила имя немецкого философа и лидера международного коммунистического движения Карла Маркса (1818—1883).

## Достопримечательности
д. 15 — Элит-плаза
д. 18 — Ереванский театр имени Мгера Мкртчяна (мемориальная доска памяти Фрунзика Мкртчяна)

## Известные жители
д. 6 — Левон Джанполадян

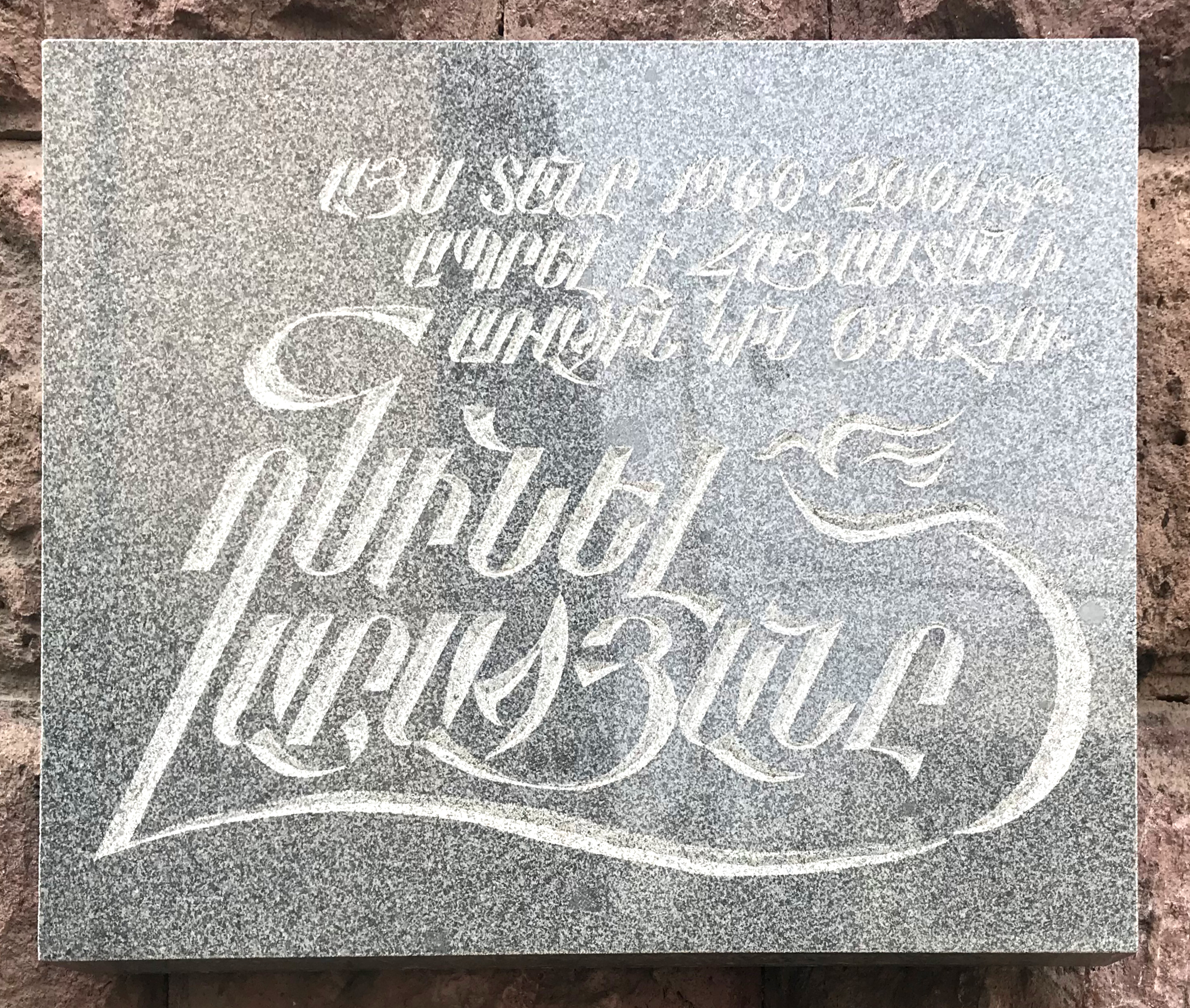
Мемориальная доска Нинель Гараджян

д.12 — Айрапет Айрапетян (1874—1962) поэт, прозаик, переводчик (мемориальная доска)
д. 26 — Нинель Гараджян (1916—2001) — первая женщина-пилот в Армении (мемориальная доска)